# Rafał Snochowski
Rafał Snochowski (ur. 31 października 1983) – polski lekkoatleta, średniodystansowiec.
Zawodnik Omegi Kleszczów największe sukcesy odnosi w biegu na 1500 metrów, jest na tym dystansie 2-krotnym halowym mistrzem Polski (2005 oraz 2007). Reprezentował Polskę podczas Halowych Mistrzostw Europy (Madryt 2005), gdzie odpadł w eliminacjach.

## Rekordy życiowe
- 1500 metrów – 3:42.23 (2006)
- 3000 metrów z przeszkodami – 8:30.63 (2008)
- 1000 metrów (hala) – 2:23.51 (2006)
- 1500 metrów (hala) – 3:42.70 (2007)
- 3000 metrów (hala) – 7:57.17 (2007)